# 根岸誠一
根岸 誠一（ねぎし せいいち、1969年4月20日 - ）は、栃木県鹿沼市出身の元サッカー選手、サッカー指導者。現在は宇都宮チェルトFCおよびFCアネーロ宇都宮の代表を務める。

## 来歴

### 高校時代
宇都宮学園高等学校に入学し、1年時から公式戦に出場し、1985年度の高校選手権（第64回大会）では同校初のベスト4進出。続く1986年度の高校選手権（第65回大会）でもレギュラーとして出場し、前回大会で得点王となった1学年上の黒崎久志キャプテンの下でベスト8に進出。大会優秀選手に選出され、日本高校選抜のヨーロッパ遠征メンバーに参加した。

### 選手時代
高校卒業後の1988年、高校の先輩である黒崎の後を追う形で日本サッカーリーグ (JSL) 1部の本田技研工業サッカー部に加入。本田ではU-21日本代表や、本田の選手を中心に編成されたフットサル日本代表として1989 FIFAフットサル世界選手権に出場した。一方、JSL1部での通算成績はリーグ戦3試合出場に留まった
1991年、JSL2部の住友金属工業蹴球団に移籍。1992年、プロ化により鹿島アントラーズへと移行後もチームに在籍し、本田時代の元監督・宮本征勝や元同僚の黒崎、本田泰人らと再びチームメイトとなった。一方、怪我の影響により1993年のJリーグ開幕を前に退団した。

### 引退後
引退後はサッカー指導者となり、郷里の栃木県で宇都宮チェルトFC・FCアネーロ宇都宮を創設。2020年現在も同チームの監督を務めるほか、栃木県クラブユースサッカー連盟理事長などを務めている。教え子には金子剛や和久井秀俊などがいる。

## エピソード
- 第65回全国高等学校サッカー選手権大会準々決勝の室蘭大谷高等学校戦は、0-0のスコアレスドローでPK戦に突入した[9]。両校それぞれ5人目の選手が全員成功し、サドンデスに入った後も14人目まで失敗なく進んだが、宇都宮学園15人目（通算29人目）のキッカーとして再び登場した根岸のキックは室蘭大谷のGK星野元彦に阻まれて失敗[9]。その後、室蘭大谷の15人目のキッカーが落ち着いて決めたため、宇都宮学園はPK15-14のスコアで敗れた[10]。

## 所属クラブ
- 1985年-1987年 宇都宮学園高等学校（現、文星芸術大学附属高等学校）
- 1988年-1991年 本田技研
- 1991年-1992年 住友金属/鹿島アントラーズ

## 個人成績
| 国内大会個人成績 | 国内大会個人成績 | 国内大会個人成績 | 国内大会個人成績 | 国内大会個人成績 | 国内大会個人成績 | 国内大会個人成績 | 国内大会個人成績 | 国内大会個人成績 | 国内大会個人成績 | 国内大会個人成績 | 国内大会個人成績 |
| 年度             | クラブ           | 背番号           | リーグ           | リーグ戦         | リーグ戦         | リーグ杯         | リーグ杯         | オープン杯       | オープン杯       | 期間通算         | 期間通算         |
| 年度             | クラブ           | 背番号           | リーグ           | 出場             | 得点             | 出場             | 得点             | 出場             | 得点             | 出場             | 得点             |
| 日本             | 日本             | 日本             | 日本             | リーグ戦         | リーグ戦         | JSL杯/ナビスコ杯 | JSL杯/ナビスコ杯 | 天皇杯           | 天皇杯           | 期間通算         | 期間通算         |
| ---------------- | ---------------- | ---------------- | ---------------- | ---------------- | ---------------- | ---------------- | ---------------- | ---------------- | ---------------- | ---------------- | ---------------- |
| 1988-89          | 本田             |                  | JSL1部           | 0                | 0                |                  |                  |                  |                  |                  |                  |
| 1989-90          | 本田             | 2                | JSL1部           | 3                | 0                | 0                | 0                |                  |                  |                  |                  |
| 1990-91          | 本田             | 2                | JSL1部           | 0                | 0                | 0                | 0                |                  |                  |                  |                  |
| 1991-92          | 住金             | 29               | JSL2部           | 0                | 0                | 0                | 0                |                  |                  |                  |                  |
| 1992             | 鹿島             | -                | J                | -                | -                | 0                | 0                | 0                | 0                | 0                | 0                |
| 通算             | 日本             | 日本             | J                | 0                | 0                | 0                | 0                | 0                | 0                | 0                | 0                |
| 通算             | 日本             | 日本             | JSL1部           | 3                | 0                |                  |                  |                  |                  |                  |                  |
| 通算             | 日本             | 日本             | JSL2部           | 0                | 0                | 0                | 0                |                  |                  |                  |                  |
| 総通算           | 総通算           | 総通算           | 総通算           | 3                | 0                |                  |                  |                  |                  |                  |                  |

- JSL（1部）初出場：1989年11月4日 対日産自動車戦（平塚競技場）